# Bruno II. (Isenburg-Braunsberg)
Bruno II. von Isenburg-Braunsberg, auch Bruno II. von Braunsberg (* um 1179; † vor 1256; urkundlich bezeugt seit 1210), war Herr von Braunsberg und von 1243 bzw. 1244 an zu einem Viertel Besitzer der Grafschaft zu Wied. Er stammte aus dem Hause Isenburg und ist als Begründer des zweiten Grafenhauses der Grafen zu Wied, auch „Linie Wied-Braunsberg-Isenburg“ und später „Linie Wied-Isenburg“ bezeichnet, anzusehen.

## Leben und Wirken
Bruno II. war ein Sohn von  Bruno I. von Braunsberg († vor 1210) und Theodora von Wied (1190 und 1218 urkundlich erwähnt). Bruno II. Brüder waren der Trierer Erzbischof und Kurfürst Arnold von Isenburg (um 1190–1259) und Dietrich von Isenburg, auch „der Ältere“ genannt (urkundlich erwähnt zwischen 1218 und 1253). Von Brunos Schwester Agnes ist außer ihrem Namen nichts bekannt.
Bruno II. war verheiratet mit einer Johanna, deren Familienname nicht überliefert ist. Kinder waren Bruno III. († um 1279) und Mechtild († um 1280), die mit Gottfried III. von Eppstein (* um 1227, † 1293) verheiratet war.
Bruno II. besaß aus seinem väterlichen Erbe die Burg Braunsberg und anteilige grundherrschaftliche Rechte in Heddesdorf, Langendorf, Niederbieber und Oberbieber sowie dem entfernt gelegenen Dierdorf.

## Grafschaft Wied
Nach dem Tod seines Onkels mütterlicherseits, des Grafen Lothar von Wied, erbte Bruno und sein Bruder Dietrich sowie deren Vettern Gottfried II. und Gerhard II. von Eppstein die Grafschaft Wied. Graf Ludwig von Wied hatte am 5. März 1243 den Brüdern Bruno II. von Braunsberg und Dietrich von Isenburg sein kurpfälzisches Lehen übergeben, Pfalzgraf Otto bei Rhein hatte bereits 1238 bestätigt, dass er nach Lothars Tod Bruno und Dietrich mit der Grafschaft Wied belehnen wolle.
Sowohl die Isenburger wie auch die Eppsteiner Brüder hatten jeweils einen „erzbischöflichen Bruder“: Arnold von Isenburg (1190–1259), Erzbischof von Trier, und Siegfried von Eppstein (1194–1249), Erzbischof von Mainz.
Noch zu Lebzeiten des Grafen Lothar von Wied schlossen die sechs Isenburger und Eppsteiner Vettern am 27. November 1240 einen Vergleich, dem zufolge die beiden Erzbischöfe auf ihren Anteil an der Grafschaft Wied verzichteten und diese den beiden Familien jeweils zur Hälfte als Kondominium gehören sollte. Bei etwaigen Streitereien sollten die beiden Erzbischöfe schlichten.
In den folgenden Generationen der beiden Häuser kam es zu verschiedenen Verkäufen der Anteile an der Grafschaft, zu Zusammenführungen aufgrund Heirat und auch zu Streitigkeiten.
Unabhängig davon, dass Bruno II. nur ein Viertel der Grafschaft Wied gehörte und er sich nie „Graf zu Wied“ nannte, wird er in der Reihenfolge der Regenten der Grafschaft als Nachfolger seines Onkels Graf Lothar von Wied und als Begründer des zweiten Grafenhauses der Grafen zu Wied angesehen, weil unter seinem Nachkommen, Graf Wilhelm I. von Wied (um 1324–1383), die verschiedenen Teile der Grafschaft wieder vereint wurden.